# بيل سميث (لاعب كرة قدم)
بيل سميث (بالإنجليزية: Bill Smith)‏ (و. 1897  م) هو لاعب كرة قدم، من المملكة المتحدة، يلعب كلاعب وسط.